# Mucropetraliella asymmetrica
Mucropetraliella asymmetrica är en mossdjursart som beskrevs av Hayward och Cook 1983. Mucropetraliella asymmetrica ingår i släktet Mucropetraliella och familjen Petraliellidae. Inga underarter finns listade i Catalogue of Life.